# Sernokorba
Genre
Sernokorba est un genre d'araignées aranéomorphes de la famille des Gnaphosidae.

## Distribution
Les espèces de ce genre se rencontrent en écozone paléarctique.

## Liste des espèces
Selon World Spider Catalog (version 24.5, 11/08/2023) :
- Sernokorba betyar Gallé-Szpisjak, Gallé & Szűts, 2023
- Sernokorba fanjing Song, Zhu & Zhang, 2004
- Sernokorba pallidipatellis (Bösenberg & Strand, 1906)
- Sernokorba ruanxiaoer Lin & Li, 2023
- Sernokorba tescorum (Simon, 1914)

## Systématique et taxinomie
Ce genre a été décrit par Kamura en 1992 dans les Gnaphosidae.

## Publication originale
- Kamura, 1992 : « Two new genera of the family Gnaphosidae (Araneae) from Japan. » Acta Arachnologica, vol. 41, no 2, p. 119-132 (texte intégral).